# Konstanzer Seenachtfest

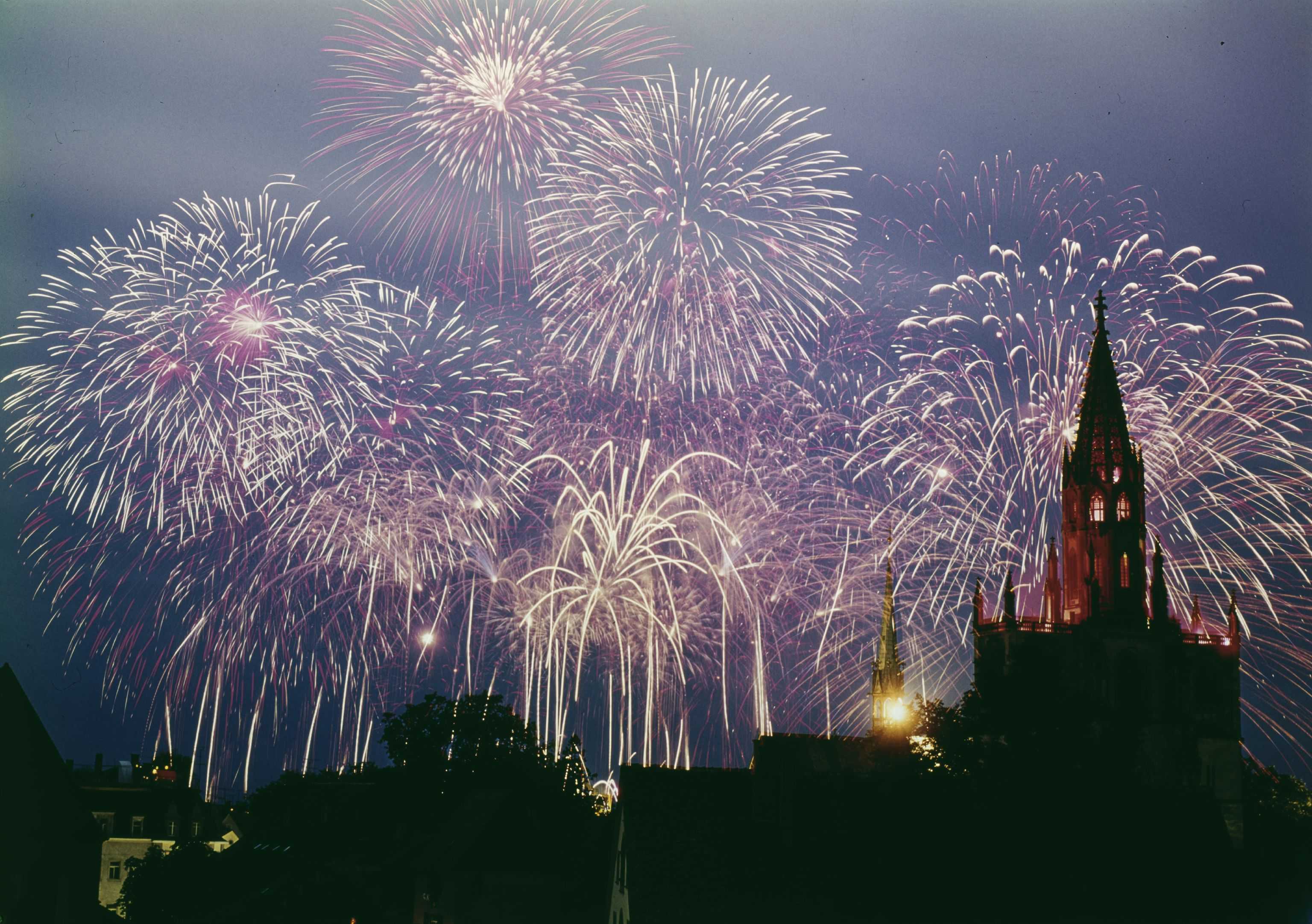
Konstanzer Seenachtfest (1965)

Das Konstanzer Seenachtfest (alternative Schreibweise und umgangssprachlich üblich: Seenachtsfest) am zweiten August-Wochenende ist das größte Volksfest am Bodensee. Der Höhepunkt am Samstagabend ist das Feuerwerk, eines der größten Seefeuerwerke Europas.
Es findet seit 1949 als synchrone Veranstaltung der deutschen Stadt Konstanz mit der Schweizer Stadt Kreuzlingen statt. Beide Feuerwerke werden in Eigenregie organisiert. Beim Schweizer Nachbarn in Kreuzlingen heißt das Seenachtfest Fantastical. Im Jahr 2018 nahmen auf beiden Seiten des Konstanzer Trichters jeweils 35.000 Besucher teil.
Im Jahr 2025 hat der Konstanzer Oberbürgermeister Uli Burchardt (CDU) angekündigt, dass nach nunmehr 76 Jahren das Seenachtfest verkleinert, regionaler gestaltet und künftig ohne Feuerwerk stattfinden soll. Man suche nach Alternativen wie Laser- oder Drohnen-Shows.

## Filme
- Elisabeth Späth: Seenachtfest 2018 in der Konstanzer Bucht auf YouTube